# Lac des Perches
Le lac des Perches ou lac des Bers est un petit lac du versant alsacien des Vosges dans le fond de la vallée de Masevaux, sur le territoire de la commune de Rimbach-près-Masevaux. Il se situe dans un ancien cirque granitique d'origine glaciaire au pied de la tête des Perches à 1 222 m d'altitude et à l'est de la Haute Bers à 1 252 m d'altitude. Il se trouve dans une configuration analogue à celle de ses voisins, les deux lacs des Neuweiher.

## Description
C'est un lac rond d'origine glaciaire, qui a été rehaussé à l'aide d'un barrage au XVIe siècle pour l'alimentation de forges puis d'une usine textile au XIXe siècle. Sa capacité est de 500 000 m3. La digue de huit mètres rehausse le verrou naturel. Le plan d'eau à 984 m d'altitude est profond de 17 mètres : à sa cote maximale, il s'étale sur 4,4 hectares. 
Sur un plan géologique, le lac des Perches est le produit d'une dislocation tectonique en limite des granites de la Haute Bers et du Rouge Gazon, et des grauwackes métamorphiques qu'on retrouve en partie sur les flancs orientaux de la tête des Perches, au col des Perches à 1 071 m d'altitude et sur le Rimbachkopf à 1 195 m d'altitude initiant la crête du Rossberg.

## Toponymie
Son appellation alémanique au XIXe siècle est Sternsee, soit le lac de l'Étoile. Ce nom alsacien provient d'une altération de Ternsee ou Ternensee. Le nom français provient d'une erreur d'interprétation du patois local, car il s'agissait primitivement du lac des Bers, du nom des chaumes anciennes ou des sommets qui l'entouraient. Mais Bers est devenu Bärsch, soit perche en allemand (voir Barsch), et la traduction française a suivi...
Le mot ancien français berche est reconnu en 1380 par le dictionnaire d'ancien français de Godefroy[réf. nécessaire], et signifie bord escarpé d'une fortification, d'une rive, d'une montagne. Ce terme technique, qui a donné également berge, est issu du latin populaire d'origine gauloise, barǐca, bord plus ou moins pentu de la rive, de la rivière, soit la berge ou lieu d'accostage, pente de la rive, grève..."[réf. nécessaire]. Si on garde le terme gaulois en étendant sa signification, l'hypothèse d'une pente caractéristique des sommets environnants peut être retenue. Le passage du son initial b au son p est typique d'une influence germanique. 
Une autre hypothèse, peut-être une influence, en tout cas plaisante aux anciens marcaires alsaciens et vosgiens, familiers des contes, peut être proposée : Bers viendrait du gallo-romain Bersa signifiant bers, berceau. Ce mot est apparenté à l'ancien allemand Birse ou à l'ancien français bers ou ber, venant du latin populaire bertium d'origine gauloise et signifiant diverses réalisations techniques : voûte, arête, treillage, ridelles. Les trois chaumes, la Basse, la Moyenne et la Haute Bers étaient établies dans des zones au relief assez doux.
Il faut signaler qu'en 1550, le lac se nomme Ternensee. En 1730, il se retrouve sous deux appellations, Ternensee ou une résurgence archaïque, Terensee. Le préfixe Tern ou Teren qualifiant apparemment le lac provient d'un adjectif proche du latin médiéval terenus, signifiant "relatif à la terre, limité par un tertre ou formé par la terre". Une influence de la racine terminus n'est pas à exclure sur la racine terrenus, qui indique ici une digue en terre. Notons que le substantif masculin terne en ancien français, signifie colline, tertre. 
Il est possible de faire remonter l'élaboration d'une première digue en terre au moins à la fin du XIIIe siècle. Auparavant le petit lac des Bers se nomme indifféremment See.

## Activités pédestres et escalade
Ce secteur lacustre est sillonné par au moins trois variantes du chemin de Grande Randonnée n° 5. Le lac n'est accessible qu'à pied. Les parkings les plus proches ne sont que celui large et accessible de la chaume du Rouge Gazon sur la crête vosgienne et celui, moins aisément accessible et privé, de la ferme auberge du Riesenwald dans la vallée, sous la montagne du Rimbach(kopf). 
Entre les anciennes chaumes de Basse et Moyenne Bers, aujourd'hui boisée, et le lac des Perches, existent un espace de grimpe aménagé et une école d'escalade sur les parois du rocher du Corbeau.